# سهره دانه‌خوار نوک‌سیاه
سهره دانه‌خوار نوک‌سیاه (نام علمی: Oryzoborus atrirostris) نام یک گونه از سرده سهره‌های برنجی است.